# Trongsa Dzong
Trongsa dzong ali tudi Chhoekhor Raptentse Dzong ali Choetse Dzong je samostanska trdnjava (dzong) v osrednjem delu Butana  v istoimenskem okraju, zgrajen leta 1647. Je središče okraja Trongsa (nekdanji Tongsa) in je bil sedež Trongsa penlopov. V njem je danes uprava okraja in duhovščina okraja z okoli 200 menihi. Tudi tega je zgradil šabdrung Ngavang Namgjal. Trdnjava je bila stoletja sedež penlopov (guvernerjev) iz rodbine Vangčuk, ki so vladali velikemu delu vzhodnega in osrednjega Butana, in so od leta 1907 tudi kralji Butana.

## Zgodovina
Trongsa pomeni v butanščini 'novo naselje' in vključuje zavetišča, templje ter bivališča za menihe. Že leta 1543 je lama iz budistične sekte Drukpa po imenu Ngagi Vangčak, sin  Ngavanga Čhodžeja, na gorskem pomolu s pogledom na sotesko reke Mangde Čhu zgradil tempelj. Tja je prišel iz Ralunga v Tibetu. Njegov vnuk šabdrang Ngavang Namgjal je leta 1647 na mestu templja zgradil dzong, ki ga je imenoval Chökhor Rabtentse Dzong v skrajšani verziji Choetse Dzong. Leta 1652 je takratni penlop Trongse Mindžur Tempa dzong razširil. Leta 1715 je penlop Druk Dendrup zgradil tempelj Čenrezig (Avalokiteshvara) Lhakang, kateremu je bil leta 1771 dodan še celoten kompleks s templjem Maitreje (Jampa).
Dzong je bil kasneje še večkrat dozidan: leta 1853 je Džigmi Namgjal, oče prvega kralja, dozidal tempelj Demčog (Cakrasamvara) Lhakhang. Močno je bil poškodovan leta 1897 v potresu. Obnovljen je bil temeljito v letih 1927 in 1999. Tukaj je bil več stoletij samostanski center, kjer je še danes okoli 200 menihov. V poletnih mesecih se sicer menihi preselijo v samostan Kurje v dolini Bumthang. V samostanu je tiskarna, v kateri tiskajo številna budistična religiozna besedila. Samostan oziroma celoten dzong je med predlogi vlade Butana za vpis na seznam Unescove svetovne dediščine. 
Dobesedno skozi dvorišče trdnjave Trongsa vodi edina cesta med zahodnim in vzhodnim Butanom, tako so vladarji Trongsa stoletja nadzirali trgovino na tej poti. Ugjen Vangčuk, prvi vladar ali kralj Butana je bil pred kronanjem 1907 penlop v Trongsu. Tudi potem je zadržal to funkcijo. Ob dzongu leži tudi malo istoimensko mestece z majhno palačo, kjer se je leta 1928 rodil Džigme Dordži Vangčuk (bivši butanski kralj, oče sedanjega kralja). 

## Arhitekturne značilnosti
Trongsa dzong je zgrajen kot mogočna trdnjava in je zgleden primer arhitekture dzongov. Je obsežen stavbni kompleks – največji v Butanu. Obsega velika dvorišča, prehode in koridorje ter okoli 25 templjev.  Najpomembnejši templji so tisti, posvečeni tantričnim božanstvom Jamantaka, Hevajra, Cakrasamvara in Kalacakra. Tempelj Maitreja (Jampa) je bil zgrajen leta 1771 in vsebuje glinen kip Bude prihodnosti, darilo kralja Ugjena Vangčuka iz začetka 20. stoletja. Tempelj Čorten je na točki, kjer je stal prvi tempelj leta 1543. Vsebuje posmrtne ostanke Ngagi Vangčuka in ima 16 slikar arhat in Bude Akšobija (Mitrugpa).
Opazovalni stolp imenovan Ta Dzong se vzpenja nad sotesko na vzhodni strani kompleksa. Je ozek in ima dve krili v obliki črke V od glavne zgradbe. V njem je tudi tempelj, postavljen leta 1977 v čast boga vojščakov, kralja Gesarja. V preteklosti je bil Ta dzong pred notranjimi napadalci in je nadziral vzhodno stran, v sodobnem času pa je bil spremenjen v lepo urejen Narodni muzej umetnosti. Opazovalni stolp je bil originalno močno zavarovan šest nadstropen stolp, s številnimi galerijami in debelimi zaščitnimi zidovi. Nadalje je v dzongu še dodatna fortifikacija v obliki treh stolpov, ki so dodani na vzpetini blizu Ta Dzonga.

## Festival tšeču
Petdnevni festival, imenovan Trongsa tšeču, se vsako leto v decembru ali januarju odvija na severnem dvorišču kompleksa. Vsak samostan v Butanu praznuje ta festival, ki je praznovanje prihoda guruja Rimpočeja v Butan v 8. stoletju, kar označuje zmago budizma nad zlom. Odvija se v pomladnem in jesenskem času po butanskem koledarju. Plesi mask so najznačilnejši, poleg prikaza velikih religioznih slikarij thanka na blago.

## Galerija
- Ena stran Trongsa dzong
- Panoramski pogled na Trongsa dzong z mestecem Trongsa
- Notranje dvorišče Trongsa dzong
- Vhod v Trongsa dzong
- Pogled na Trongsa dzong s strani